# Minutemen (banda)
Minutemen fue una banda estadounidense de punk rock fundada en San Pedro, California, en 1980. Compuesta por el guitarrista D. Boon, el bajista Mike Watt y el baterista George Hurley, Minutemen grabó cuatro álbumes y ocho EP antes de la muerte de Boon por un accidente de coche en diciembre de 1985. La banda obtuvo un gran reconocimiento entre la comunidad del punk de California por su filosofía del "jamming econo", y con su actitud ecléctica y experimental fueron uno de los pioneros del rock alternativo.

## Historia

### Formación
La historia de Minutemen comenzó cuando D. Boon y Mike Watt se conocieron a la edad de 13 años. Watt estaba paseando por un parque de su ciudad (San Pedro, California), cuando Boon, que jugaba a los soldados con otros niños, se cayó de un árbol al lado de Watt, y descubrió que sus amigos lo habían dejado tirado. Ambos chicos compartían una gran pasión por la música; la madre de Boon le enseñó a tocar la guitarra y propuso a Watt que aprendiera a tocar el bajo. Al principio Watt no sabía la diferencia entre un bajo y una guitarra convencional. Finalmente ambos aprendieron música juntos, sobre todo versionando a los artistas que admiraban. En el verano de 1973, Watt y Boon formaron la Bright Orange Band, con el hermano de Boon en la batería. En 1976 descubrieron el punk, pero poco antes la banda se había disuelto debido a la muerte de la madre de Boon. Al año siguiente, los dos ingresaron en una banda llamada Starstruck. Tras la ruptura de Starstruck, Boon y Watt conocieron al baterista George Hurley y formaron The Reactionaries junto al vocalista Martin Tamburovich.
En enero de 1980, tras la disolución de Reactionaries, Boon y Watt formaron Minutemen. Watt ha afirmado que su nombre no tiene nada que ver con la brevedad de sus canciones, sino con las milicias "Minutemen" de las trece colonias y también para satirizar a un grupo reaccionario de derechas de los años 60 que llevaba ese nombre. Tras un mes sin baterista, la banda ensayó y tocó un par de conciertos con Frank Tonche en la batería. El grupo quiso tener desde un principio a George Hurley, que ya había trabajado con ellos en Reactionaries, pero él ya estaba en otra banda llamada Hey Taxi!. Tonche abandonó el grupo, argumentando que al público no le gustaba cómo sonaba aquello, y finalmente Hurley tomó los mandos de la batería en junio de 1980. Su primer concierto fue como teloneros de Black Flag.

### Comienzos
Greg Ginn de Black Flag y SST Records produjeron el primer EP de Minutemen, Paranoid Time, que dio verdadera muestra de su estilo ecléctico. Como muchas otras bandas de punk de la época, el grupo vendió su EP en sus conciertos, y unas pocas tiendas de discos locales, llegando a alcanzar un pequeño éxito dentro de la escena punk. Su primer LP, The Punch Line, fue lanzado en 1981 y le siguió una gira extensa por todo el país. Cuando lanzaron su segundo EP, Bean-Spill, Minutemen ya era una de las bandas más populares de la escena underground de Estados Unidos.
Desde un principio, la banda evitó cualquier rasgo comercial dentro de su estilo musical, como solos de guitarra, coros, o acabar las canciones desvaneciendo el sonido ("fade out"). Pero cuando salió a la venta su segundo LP, What Makes a Man Start Fires?, que había obtenido una atención considerable de la prensa musical alternativa y underground, empezaron a incluir aquellas cosas dentro del sonido de la banda, a pesar de mantener sus raíces punk y experimentales. Continuaron su calendario de giras, que esta vez incluía viajar a Europa junto a Black Flag. A finales de 1983 lanzaron su tercer LP, Buzz or Howl Under the Influence of Heat. Fue uno de los primeros álbumes hardcore que incluía una trompeta (en el tema "The Product").

### Double Nickels on the Dime
El eclecticismo anti-rock de Minutemen quizás queda perfectamente ejemplificado en su álbum doble de 1984 Double Nickels on the Dime. Double Nickels es considerado como uno de los álbumes más inspiradores, innovadores y perdurables de rock underground de la década de 1980. Grupos como Red Hot Chili Peppers, fanes declarados de Minutemen, le han rendido tributo a esta obra tocando en directo parte de uno de sus temas: "History Lesson Part 2". En este álbum decidieron coescribir algunas canciones con otros músicos, entre los que destacan Henry Rollins, Chuck Dukowski y Joe Baiza.
En 1985 lanzaron su álbum más comercial desde el punto de vista musical, Project: Mersh. Curiosamente, pese a ese sonido más comercial las ventas fueron muy pobres comparadas con Double Nickels..., debidas principalmente a la reacción negativa de la comunidad underground, que no aceptaba un álbum tan comercial para una banda como Minutemen. Un mes después de grabar Project: Mersh, Black Flag y Minutemen sacaron un EP instrumental conjunto a modo de experimento llamado Minuteflag.
Minutemen continuó de gira, donde llegaron a tocar con otra banda por entonces emergente, R.E.M., y el último concierto que dieron fue el 13 de diciembre de 1985 en Charlotte, Carolina del Norte. Tras sacar a la venta su último álbum, 3-Way Tie (For Last), decidieron tomarse un pequeño descanso.

### Muerte de D. Boon
El 22 de diciembre de 1985 Boon falleció en un accidente de tráfico, poniendo fin a Minutemen. Watt cayó en una profunda depresión, pero la banda Sonic Youth o Ed Crawford, entre otros, le convencieron para que continuara tocando y componiendo música. Desde entonces, cada acto musical que realiza o en el que participa Mike Watt siempre se lo dedica a su amigo D. Boon.
Aquello puso también fin a los planes de la banda de lanzar un nuevo álbum con temas de estudios y temas en directo, llamado inicialmente 3 Dudes, 6 Sides, Half Studio, Half Live. Las canciones en directo que pensaban incluir en el álbum iban a ser elegidas mediante la votación de su público. Un año después, Watt y Hurley recopilaron varias grabaciones en directo, basadas en esas votaciones, y lo lanzaron en 1986 con el nombre de Ballot Result.

### Tras la disolución
Tras la muerte de Boon, Watt y Hurley intentaron dejar juntos la música. Sin embargo, en 1987 fueron convencidos por un fan de los Minutemen llamado Ed Crawford y formaron una nueva banda, fIREHOSE, además de otros proyectos individuales.
Mike Watt ha creado tres álbumes en solitario muy aclamados; grabó otros tres como parte del grupo de punk jazz Banyan junto a Stephen Perkins (Jane's Addiction), Nels Cline (Wilco), y Money Mark Nishita (Beastie Boys); contribuyó en los temas de Sonic Youth "Providence", "In the Kingdom #19" y "Bubblegum"; estuvo de gira en 1996 como miembro de Porno for Pyros y en 2000 y 2001 con J Mascis and the Fog; y llegó a ser el bajista de The Stooges en 2003. Hurley y Watt han continuado haciendo música juntos tras disolver fIREHOSE en 1994.

## Estilo musical y filosofía
Minutemen fueron influenciados por bandas y artistas como Wire, Gang Of Four, The Pop Group, Richard Hell y The Urinals, y en sus primeros trabajos prácticamente todas las canciones tenían estructuras poco usuales y duraban menos de un minuto. Aunque Minutemen eran miembros de la comunidad hardcore punk y lo expresaban en la velocidad, brevedad e intensidad de sus canciones, fusionaron el punk rock con varios estilos musicales como el jazz, el funk, el rhythm and blues y el acid rock. Minutemen eran grandes fanes de Captain Beefheart, y aquello también se trasladó a sus canciones. Durante la mayoría de su carrera ignoraron la clásica estructura verso-coro-verso de las canciones, y experimentaron con todo tipo de dinámicas y ritmos musicales. Sólo en los últimos trabajos aceptaron introducir elementos musicales más tradicionales.
Double Nickels on the Dime mostró claramente la influencia del funk sobre el estilo de la banda. D. Boon hizo uso de la técnica "cat-scratch" y pequeños solos de guitarra casi todo el tiempo, intercalando de vez en cuando con alguna melodía, Mike Watt demostró su gran habilidad manejando el bajo, y la batería de Hurley sonaba contundente por todas partes.
Boon y Watt se repartían a partes iguales el trabajo de componer y escribir las letras de las canciones (Hurley también participaba esporádicamente en el proceso), aunque Watt raramente cantaba, y Hurley todavía menos. Las canciones de Boon eran más directas y progresistas políticamente hablando, mientras que las de Watt eran a menudo abstractas, y en muchas de ellas se recurría al humor surrealista.
La filosofía "jamming econo" estaría presente a la largo de su carrera, y partía de la premisa de que era irrelevante convertirse en superestrellas; les bastaba con ganar el dinero suficiente para seguir tocando música, grabar álbumes y continuar viviendo como lo habían estado haciendo hasta entonces.

## Discografía

### Álbumes de estudio
- The Punch Line (1981)
- What Makes a Man Start Fires? (1983)
- Double Nickels on the Dime (1984)
- 3-Way Tie (For Last) (1985)

### Extended plays (EP)
- Paranoid Time (1980)
- Joy (1981)
- Bean-Spill (1982)
- Buzz or Howl Under the Influence of Heat (1983)
- Tour-Spiel (1984)
- Project: Mersh (1985)
- Minuteflag (1985)

### Recopilatorios
- The Politics of Time (1984)
- My First Bells (1985)
- Ballot Result (1986)
- Introducing the Minutemen (1998)